# Alexandra (cantora portuguesa)
Maria José Marques Canhoto Gaspar (Soalheira, Fundão, 25 de abril de 1950) mais conhecida por Alexandra é uma cantora portuguesa.

## Biografia
Maria José Canhoto nasceu em 25 de Abril de 1950 na Soalheira, concelho do Fundão. Optou inicialmente pelo nome Marizé mudando depois para o nome artístico Alexandra.
Esteve em Moçambique onde cantava na Rádio Clube de Moçambique, como Maria José Canhoto, no programa de Maria Adalgisa. Como Marizé colabora com o Man Matos Trio. Regressam a Portugal em 1976. O grupo Man Matos & Marizé chegaram a inaugurar o novo grande salão do Casino da Póvoa de Varzim e atuaram no carnaval da Torralta em Portimão.
Após um convite para uma digressão à Califórnia grava um disco de folclore com canções de Arlindo de Carvalho. Obtém depois algum sucesso com o tema "Senhora Maria" escrito por António Sala. Substitui Simone na Revista "Em Águas de Bacalhau" onda canta "Tango Ribeirinho" e "Sete Letras". Entra também na Revista "E Tudo S. Bento Levou" no Teatro Maria Vitória, .
Em 1979 concorreu ao Festival RTP da Canção 1979 com "Zé Brasileiro Português de Braga" de António Sala e Vasco de Lima Couto. O tema não chega a passar das eliminatórias mas mesmo sem chegar à final foi um dos temas mais tocados nas rádios nesse ano. Nesse ano ficou em 2º lugar no I Festival da Nova Canção de Lisboa com "Lisboa Minha E Tua".
Em dueto com António Sala participa no Festival RTP da Canção de 1980 com "Uma Razão de Ser". Em 1981 lança o álbum "Aplauso" com o alinhamento dos seus primeiros singles. Nesse ano separa-se de Man Matos.
Em 1982 volta a participar no Festival RTP da Canção ficando em 3º lugar com o tema "Até Amanhecer" que é a sua canção com a melhor prestação neste certame. Grava "Dó, ré mi, fá, só, lá, si, dó" da autoria de Paulo de Carvalho e Joaquim Pessoa. Lança um single com duas colaborações de Carlos Paião: "Passeio de Charrete" e "Pólvora". É lançada entretanto a compilação "Êxitos Para Si".
Muda-se para a editora Valentim de Carvalho. No Festival RTP da Canção de 1983 fica em 5º lugar com "Rosa, Flor-Mulher". Em 1984 é editado o single "Um Motivo Qualquer".
Em 1985 regressa mais uma vez ao Festival RTP da Canção onde "Cantar Saudade" fica em 6º lugar. Lança novo single com o tema "Só Pra Mim", versão do tema "Atmosphere" de Russ Abbott.
Em Maio de 1986, a Valentim de Carvalho lança um novo single com duas composições de Juan Carlos Calderon (adaptadas por Mário Martins): "Por Culpa de Uma Noite Apaixonada" e "Canto de Mudança". Participa no tema "Bamos Lá, Cambada!" de José Estebes (Herman José), escrito por Carlos Paião.
Em 1988 é editado o álbum "2 Vezes 1 Voz" que inclui temas como "Tudo Acabou", de Carlos Paião, "Por Amor" e "Fado Da Solidão".
Em 1991 participa no programa "Regresso Ao Passado" da RTP. Grava a "GRANDE MARCHA DE LISBOA 1991" da autoria de João Nobre e João Queimado.
Com produção de José Mário Branco lança, através da UPAV, o disco "Alexandra... Regressa ao Passado" com as canções "Fado de cada Um", "Ai se os meus olhos falassem", "Adeus", "Lenda das algas", "Marcha do Bairro Alto-1955", "Adeus Mouraria", "Grande marcha de Alfama", "Maria Severa", "Fado das queixas", "Rosa enjeitada", "Anda o fado n'outras bocas" e "Fado da sina".
Os temas desse disco mais "Nem às paredes confesso" e "Novo fado da Severa (Rua do Capelão)", são incluídos na compilação "Un Parfum de Fado=A Spirit of Fado; Vol.2" da editora Playasound. Em 1993 entra na Revista "A Pão e Laranjas", no Teatro Maria Vitória. Em 1994 é editado novo disco com "De Viva Voz".
A Valentim de Carvalho edita em 1996 a compilação "Zé Brasileiro Português de Braga" na série Caravela.
Em 13 de Agosto de 1999, foi apresentado o tema "Hino a Timor-A Vida não é uma prisão" de Arlindo de Carvalho com a participação de Lenita Gentil, Carlos Guilherme e Alexandra.
O álbum "Nas Minhas Mãos", editado em 1999, inclui temas como "Amor Maior", "Caem Penas dos Meus Olhos", "Cair da Tarde", "Pássaro de Vento" e "Quem Diria".
Em Março de 2000 foi um dos nomes participantes na homenagem a Amália Rodrigues, falecida a 6 de Outubro de 1999, realizada durante o Festival RTP da Canção e que foi concebido por Filipe La Féria.
É a protagonista do musical "Amália" de Filipe La Féria onde obtém um grande sucesso.
Faz parte do projecto Entre Vozes com quem grava o disco de estreia.
Jorge Fernando, Arrigo Cappelletti (piano de cauda), Custódio Castelo (guitarra portuguesa), Flavio Minardo (guitarra eléctrica), Daniele Di Bonaventura (bandoneon) e Davide Zaccaria (violoncelo) gravam, com Alexandra, o disco "Terras do Risco" com dez temas.
Em 2003 foi homenageada com a Medalha de Prata de Mérito Municipal do Município do Fundão. É editado também o álbum "Alexandra Recorda Amália"
Em 2009 grava o tema "Tu, Só Tu" com Clemente.
A cantora tem-se apresentado ao vivo com três modelos diferentes de Espectáculo: "Fado Tradicional" (Alexandra com seus músicos), "ALEXANDRA recorda AMÁLIA" (com bailados e projecções de imagens de Amália) e "ALEXANDRA Regressa ao Passado" (com bailados e projecções de imagens da sua carreira no mundo das canções).
Entra no musical "A Noite das Mil Estrelas" de Filipe La Féria. Participa em "O MUSICAL DA MINHA VIDA" espectáculo de Filipe La Féria para o Salão Preto e Prata do Casino Estoril.

## Reconhecimento
Foi uma das 50 figuras do fado e da guitarra portuguesa homenageadas, em 2012, aquando da celebração do primeiro aniversário do fado enquanto Património Imaterial da Humanidade, tendo nessa altura recebido a Medalha Municipal de Mérito (Grau Ouro), da cidade de Lisboa. 

## Discografia

### Álbuns
- Canta Folclore do Minho aos Açores (LP, Lis/Rossil, 1978)
- Aplauso (LP, Rossil, 1981)
- Êxitos Para Si (LP, Rossil, 1982)
- 2 Vezes 1 Voz (LP, EMI, 1988)
- Alexandra Regressa Ao Passado (LP, UPAV, 1991)[5]
- Un Parfum de Fado (CD, Playsound, 1992)
- Lisboa Vai Fugindo Pouco A Pouco (CD, 1993)
- De Viva Voz (CD, 1994)
- Zé Brasileiro Português de Braga - Colecção Caravela (CD, EMI, 1996)
- Nas minhas Mãos (CD, Ovação, 1999)
- Amália (CD, Ovação, 2000)
- Alexandra Recorda Amália (CD, Ovação, 2003)

Outros
- Entre Vozes - Entre Vozes (CD, 2000)
- Terras do Risco (CD, 2001)

### Singles
- 1978 - Senhora Maria / Razão Para Cantar (Rossil)
- 1979 - Zé Brasileiro Português de Braga / Chuva (Rossil)
- 1979 - Quando Tu Não Estás / Aventura a 2 (Rossil)
- 1980 - Uma Razão de Ser / Canção a Dois (Rossil)
- 1981 - Tu e Eu / Fox-Trot do Elevador (Rossil)

- 1982 - O Meu Peter Pan / O Senhor Regedor (Rossil)
- 1982 - Passeio de Charrete / Pólvora (Rossil)
- 1982 - Até Amanhecer / Diz-me (Rossil)
- 1982 - Dó, ré mi, fá, só, lá, si, dó / Sangue (Rossil)

- 1983 - Rosa Flor Mulher / Rosa Flor Mulher (VC)
- 1984 - Um Motivo Qualquer / Tudo P´ra Te Ver (VC)
- 1985 - Cantar Saudade / Viver Demais (VC)
- 1985 - Só Pra Mim (VC)
- 1986 - Por Culpa de Uma Noite Apaixonada (VC)
- 1989 - Por Amor / Fado Da Solidão (EMI) 1776827